# Абакумов Єгор Трохимович
Єго́р Трохи́мович Абаку́мов (нар. 1895, містечко Юзівка, тепер Донецьк — 30 жовтня 1953, Москва) — радянський діяч вугільної промисловості, учасник встановлення радянської влади у м. Донецьку, керуючий Рутченківської рудоуправлінням, заступник міністра вугільної промисловості СРСР. Депутат Верховної Ради СРСР 1—2-го скликань.

## Біографія
Народився в родині шахтаря. Трудову діяльність розпочав у дванадцятирічному віці робітником на вугільних шахтах Донбасу.
Брав участь у громадянській війні на території Донбасу, воював проти білогвардійських військ.
Член РКП(б) з 1918 року.
З 1920 року — на керівній роботі у вугільній промисловості в Рутченковому (Донбас). Був керуючим Будьоннівського рудоуправління на Донбасі.
Без відриву від виробництва вступив до Московської гірничої академії, після її поділу на шість вузів в 1930 році закінчив Московський державний гірничий інститут.
З 14 травня 1932 року — начальник Сталінського вугільного тресту.
Працював на будівництві Московського метрополітену: з 1933 року — 1-й заступник начальника, в 1935–1939 роках — начальник «Метробуду».
Один з авторів ряду нових методів роботи: прискорення проведення підготовчих виробок на крутому падінні і на горизонтальних пластах, методів проходки стовбурів шахт і тунелів метро, багатошарової врубово-відбійно-навантажувальної машини (гірського комбайна) та інших.
У 1938—1947 роках — начальник Головшахтобуду.
З 1939 року на керівній роботі в Наркоматі (Міністерстві) вугільної промисловості: з жовтня 1939 по 1946 рік — заступник наркома вугільної промисловості СРСР із будівництва, 1-й заступник наркома вугільної промисловості СРСР, з 1946 по 1947 рік— 1-й заступник міністра вугільної промисловості східних районів СРСР.
Під час війни керував розробкою заходів щодо збільшення видобутку коксівного вугілля в Кузбасі і Караганді, після війни — відновленням шахт Донбасу.
З 1947 року — на керівній роботі в Раді Міністрів СРСР. Працював у сфері механізації важких і трудомістких робіт та впровадженні нової техніки в народне господарство.
У 1953 році — голова технічної ради Міністерства вугільної промисловості СРСР.
Похований на Новодівичому кладовищі.
Його ім'ям у 1964 році названа вулиця в Москві, шахта і селище Абакумова у місті Донецьку Української РСР.
У ході декомунізації 2015—2016 років ім'я Абакумова потрапило до списку осіб, що підпадають під закон про декомунізацію.

## Звання
- Гірничий генеральний директор І-го рангу

## Нагороди
- Чотири ордени Леніна (3.03.1945,)
- Три ордени Трудового Червоного Прапора (5.02.1939,)
- Орден «Знак Пошани»
- Медаль «За доблесну працю у Великій Вітчизняній війні 1941—1945 рр.»
- Медаль «В пам'ять 800-річчя Москви»
- Медаль «За відбудову вугільних шахт Донбасу»
- Сталінська премія ІІ ст. (1947) — «за вдосконалення і впровадження на будівництві Московського метрополітену імені Л. М. Кагановича щитового методу проходки тунелів, що забезпечив значне підвищення продуктивності праці на підземних роботах».